# Reetz (Wiesenburg/Mark)
Reetz (niederdeutsch Rätz) ist ein Ortsteil der Gemeinde Wiesenburg/Mark im Landkreis Potsdam-Mittelmark im Land Brandenburg.

## Geografische Lage
Reetz liegt in der Brandtsheide. Der Ortsteil liegt rund 5,7 km westlich des Gemeindezentrums. Nördlich liegt der Wohnplatz Mahlsdorf der ehemaligen Gemeinde, westlich der weitere Ortsteil Reetzerhütten sowie südsüdwestlich der weitere Wohnplatz Grüne Grund. Im Westen und Südwesten grenzt Reetz an das Land Sachsen-Anhalt. Dieser Bereich, ist auch wie ein Teil der nördlichen Gemarkung überwiegend bewaldet. Die übrigen Flächen werden vorzugsweise landwirtschaftlich genutzt. Die Wohnbebauung konzentriert sich entlang der Bundesstraße 246, die von Südwesten kommend in östlicher Richtung durch den Ort führt. Bei Reetz handelt es sich um ein zusammengesetztes Gassendorf, das von der wüsten Feldmark Kühnow im Westen, der wüsten Feldmark Miltendorf im Osten sowie der ebenfalls wüsten Feldmark Bomsdorf im Süden umgeben war. Außerdem gab es eine Gemarkung mit der Bezeichnung Bönsdorf, deren Lage jedoch unklar ist. Die Ansiedlung wurde vermutlich durch Lindberg im Südwesten sowie Selbendorf ergänzt, dessen Lage ebenfalls bislang unklar ist. Ein Burgwall lag rund 700 bis 900 Meter östlich von Reetzerhütten, brachte bislang jedoch keine archäologischen Funde.

## Geschichte und Etymologie

### 13. bis 15. Jahrhundert

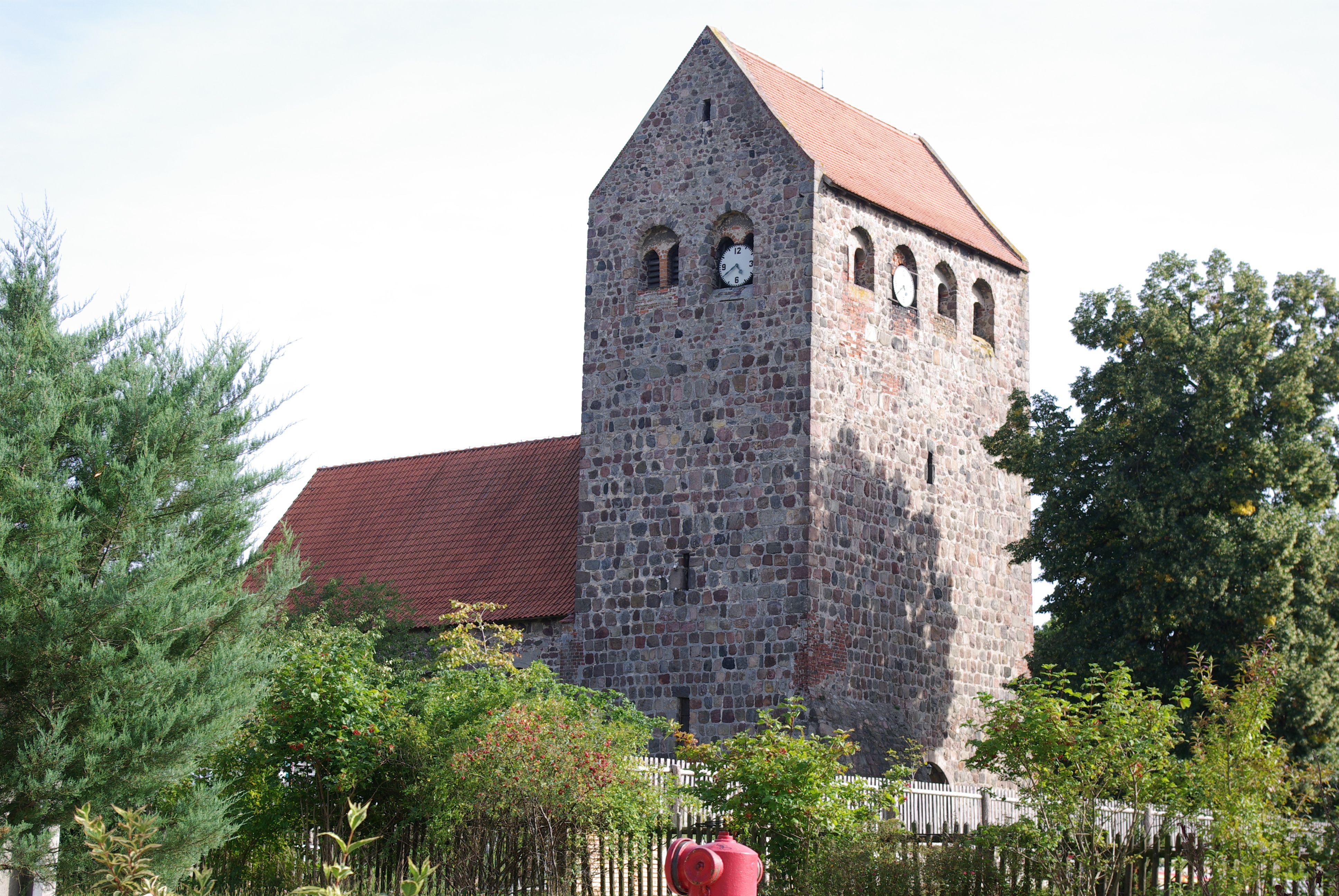
Kirche Reetz Wiesenburg Mark

Reetz wurde bereits 1161 als Burgward de burgwardis … Redizke urkundlich erstmals erwähnt. Eine weitere Erwähnung gab es aus dem Jahr 1186 als Burgwardis… Ridicce. Es gehörte zu dieser Zeit überwiegend den Herren von Querfurt. Ein Hof mit sieben Hufen sowie Hebungen aus der Gerichtsbarkeit in czum Roicz  waren vor 1388 im Besitz der Familie Luckenberg, wurden anschließend aber mit dem Anteil derer von Querfurt vereinigt. In der ersten Hälfte des 13. Jahrhunderts entstand eine Dorfkirche. Im Jahr 1419/1420 lebte im Dorf ein Richter, dem drei Hufen sowie ein Baumgarten zur Verfügung standen. Kurz darauf übernahmen im Jahr 1443 die von Kracht das Dorf Regecz, hielten es aber nur bis 1456. Anschließend war die Familie von Brandt von Lindau zu Wiesenburg ab 1456 bis 1755 die Herrscher des Dorfes.

### 16. und 17. Jahrhundert
In Reetz lebten im Jahr 1530 insgesamt 15 Hufner und vier Kossäten. Im genannten Jahr kam Medewitz als Tochterkirche zu Reetz. Die Kirche beanspruchte den Zehnten von der wüsten Feldmark Mahlsdorf und Miltendorf, erhielt ihn jedoch nicht. Zahlungen gab es aus Bönsdorf, Kühnow, Bomsdorf, Falkenberg und Reppinichen. Der Pfarrer erhielt 8 Scheffel Weizen, 13 Scheffel Korn, 57 Scheffel Gerste und 57 Scheffel Hafer als Zehnten. Er besaß eine Hufe Acker sowie einen Hopfen- und Krautgarten. Außerdem hatte er das Recht, Holz „zu seinem Feuerwerk“ zu schlagen. Für das Jahr 1531 sind 18 Personen benannt, die Abgaben aus der Reichstürkenhilfe leisten mussten – darunter der Schulze sowie der Krüger. Im Dorf lebten weiterhin zwölf Knechte, sieben Mägde und ein Hirte. Elf Jahre später verzeichnete eine Statistik elf Güter, darunter den Schulze und den Krüger sowie vier Einwohner, die Geldabgaben leisten mussten. Hinzu kamen zwölf Dienstboten. Bis 1555 war Reetz auf 15 Hufner und acht Gärtner (Kossäten) angewachsen. Allerdings kam es in den folgenden 20 Jahren zu einer Verschiebung: So lebten 1575 nur noch 12 Hufner, aber mittlerweile 14 Kossäten sowie ein Windmüller im Dorf. Der Pfarrer erhielt aus der Tochterkirche und der wüsten Feldmark 6 Dreißig Roggen, 2 Dreißig Mandeln Gersten, 2 Dreißig 3 Mandeln Hafer, 3 Dreißig Heidekorn und 6 Garben Weizen als Zehnten. Sein Besitz war mittlerweile auf zwei Hufen angewachsen, die in der Statistik jedoch als „ist aber kleiner Acker“ bezeichnet wurden, die er selbst bewirtschaftete. Er erntete auf seinen Wiesen 2 Fuder Heu und besaß einen Kohlgarten sowie einen Hopfengarten. Der Küster erhielt 19 Scheffel Korn sowie aus jedem Haus ein Brot. Detaillierte Angaben über die Dorfstruktur liegen aus dem Jahr 1592 vor. Demzufolge gab es 14 Hufner (darunter den Schulze und den Krüger) mit Haus und Hof. Der Schulze besaß fünf Lehnhufen, einen Grashof am Dorf sowie 40 Morgen (Mg) Heideland. Es gab einen Vierdorfhufner, dem die wüste Feldmark Elsholz, zwei Mg Wiese und 18 1⁄2 Mg Heideland in Kühnow, Reetz und Bönsdorf gehörten. Ein Hufner besaß drei Hufen in Miltendorf, drei Feld Acker in Falkenberg, 1 Mg 1 Viertel (Vt) Wiese sowie 1 Hufe 8 Mg Heideland in Kühnow, Reetz und Böhnsdorf. Ein Viererbhufner besaß eine Wiese in Miltendorf, 2 1⁄2 Mg Wiese und 18 1⁄2 Mg Heideland in Zipsdorf, Reetz und bei der Teerhütte. Ein Zweihufner besaß ein Wort zu Miltendorf, zwei Breiten Acker, 2 Mg 2 Vt Wiese sowie 1 Hufe 18 Mg Heideland zu Bönsdorf, Kühnow, Zipsdorf und Reetz. Ein Fünfdorfhufner besaß 3 Mg 3 Vt Wiese zu Miltendorf sowie 3 Hufen 5 Mg Heideland zu Bönsdorf, Kühnow, Zipsdorf und Reetz. Ein Zweihufner besaß fünf Lehnhufen in Miltendorf und 25 1⁄2 Mg Heidelang in Kühnow. Ein anderer Zweihufner besaß einen Garten, 5 Hufen in Miltendorf und 22 Mg 3 Vt Heideland in Reetz und Zipsdorf sowie 15 Mg Heideland. Der Krüger besaß 3 Hufen und vier Erbhufen in Miltendorf, drei Mg Wiege und 22 Mg Heideland in Reetz und Zipsdorf. Ein Vierdorfhufner besaß 1 Mg Wiese, 7 1⁄2 Mg Heideland sowie 20 Mg Heideland in Kühnow und 15 Heideland in Bomsdorf. Ein Dreihufner besaß eine Hufe in Miltendorf, 1 Mg Wiese sowie 1 1⁄2 Hf Heideland in Bönsdorf, Reetz und Reppiner Marke. Ein Vierdorfhufner besaß einen Lehnacker in Bönsdorf, 3 Mg Wiese und ein Breitchen Heideland in Kühnow. Ein Dreidorfhufner besaß 1 Mg 1 Vt Wiese und 1⁄2 Mg Wiese in Miltendorf, 1⁄2 Hufe Heideland in Kühnow und weitere 7 1⁄2 Mg Heideland. Ein anderer Dreidorfhufner besaß eine Hufe in Miltendorf, 1 Mg 1 Vt Wiese und 16 Mg Heideland hinter Kühnow. In Reetz lebten weiterhin 14 Kossäten, darunter der Schulze und ein Schneider mit Haus und Hof. Der Schulze besaß 2 Mg 1 Vt Wiese, einer hatte 2 und 3 Vt Wiese, 5 Mg Heideland in Zipsdorf, Kühnow, Reetz und Miltendorf sowie 12 Mg Heideland. Ein anderer besaß einen Garten mit einer Größe von 1⁄2 Mg, 3 Mg Wiese und 9 Mg Heideland, einer 4 Mg Wiese in Miltendorf un 24 Mg auf Kühnow und Bönsdorf. Ein Kossät besaß einen wüst liegenden Hof, 1 1⁄2 Mg Wiese und 12 1⁄2 Mg Heideland. Ein anderer hatte 5 Mg Wiese und 1 Hufe, 4 Mg 2 1⁄2 Vt Heideland in Kühnow, Bönsdorf, Zipsdorf und Mahlsdorf. Ein weiterer Kossät besaß 1 1⁄2 Mg Wiese, 8 1⁄2 Mg Heideland, einer hatte 2 Vt, 1 Vt und 2 1⁄2 Vt Wiese sowie 1⁄2 Hufe 1⁄2 Mg Heideland in Kühnow. Ein anderer Kossät besaß 2 Mg Wiese und seit 1592 zehn Mg Heideland, einer hatte 1 Mg Wiese und 3 Mg Heideland in Bomsdorf und 1 Mg 2 1⁄2 Vt Heideland. Der Schneider besaß 4 Mg 1 Vt Wiese, 3 Mg Heideland in Zipsdorf, ein anderer Kossät 1 Mg 2 1⁄2 Vt und 1 Mg 1 Vt Wiese sowie 4 1⁄2 Mg Heideland. Ein weiterer Kossät hatte 1 1⁄2 Mg Wiese und 9 Mg Heideland, der Windmüller mit Haus und Hof besaß 4 Vt Wiese, der Pfarrer 1 Hufe Laßgut, die nicht zur Pfarre gehörte sowie 1 Mg Wiese. Außerdem lebten im Ort zwei Hirten. Vor dem Dreißigjährigen Krieg lebten im Dorf 13 Hufner und 14 Kossäten. Aus dem Jahr 1696 sind 29 Stellen bekannt, von denen 23 bewohnt, aber noch sechs wüst lagen.

### 18. Jahrhundert
Im neuen Jahrhundert hatte sich an der Dorfstruktur nicht viel verändert. Im Jahr 1718 lebten in Reetz 14 Hufner und zwölf Kossäten. Sie bewirtschafteten 61 Hufen und brachten dort 274 1⁄2 Dresdner Scheffel Aussaat aus. Im Jahr 1747 waren es drei Siebenhufner, zwei Fünfhufner, vier Vierhufner, vier Dreihufner und ein Zweihufner bei unveränderten 61 Hufen. Kurze Zeit später übernahmen die von Watzdorf aus Mahlsdorf im Jahr 1755 das Dorf, hielten es aber nur zehn Jahre lang. Anschließend übernahmen die von Trotta, ebenfalls als Mahlsdorf, den Ort und hielten ihn bis 1846. In dieser Zeit lebten im Jahr 1764 im Dorf drei Siebenhufner, zwei Fünfhufner (darunter der Schulze), vier Dreihufner, ein Zweihufner und 14 Kossäten. Es gab eine Windmühle; das Dorf war 61 Hufen groß. Pro Hufe wurden 6 Dresdner Scheffel Aussaat ausgebracht. An dieser Struktur änderte sich auch in den folgenden Jahren nur wenig. Im Jahr 1777 waren zwei Häusler hinzugekommen; es gab 14 Hufner und 14 Kossäten.

### 19. Jahrhundert
Bis 1804 war das Dorf auf 67 Hufen angewachsen. Dort lebten und arbeiteten drei Siebenhufner, zwei Fünfhufner (darunter der Schulze), vier Vierhufner, vier Dreihufner, ein Zweihufner, zwei Dreiviertelhufner, vier Einhalbhufner, vier Dreiachtelhufner und vier Einviertelhufner, darunter auch mittlerweile ein Schmied. Im Ergebnis des Wiener Kongresses kam Reetz im Jahr 1815 mit dem Amt Belzig von Sachsen an Preußen. In Reetz standen im Jahr 1837 insgesamt 69 Wohnhäuser. Das Dorf war 1858 in Summe 5313 Mg groß, darunter 54 Mg Gehöfte, 4120 Mg Acker, 294 Mg Wiese, 45 Mg Weide und 800 Mg Wald. In einem Abbau stand eine Ziegelei, im Dorf fünf öffentliche 100 Wohn- und 175 Wirtschaftsgebäude, darunter drei Getreidemühlen. Zwischenzeitlich hatten 1846 die von Goldacker das Dorf übernommen und hielten es bis 1872. Im Jahr 1887 wurde ein Hoffmannscher Ringofen in Betrieb genommen, in dem bis 1992 Ziegel produziert wurden.

### 20. Jahrhundert
Zur Jahrhundertwende standen im Dorf 168 Häuser auf einer Fläche von 1444 Hektar. Zu Reetz gehörte im Jahr 1925 das Haus Waldwärterhaus. Im Jahr 1929 wurden vom Gutsbezirk Schmerwitz der westlich der Reetzer Allee liegende Teil des südlichen Reviers einschließlich Zipsdorf eingemeindet. Reetz wurde 1931 Landgemeinde mit den Wohnplätzen Chausseehaus, Forsthaus Grüne Grund, Reudener Winkel und Zipsdorf. Im Ort standen zu dieser Zeit 210 Wohnhäuser, in denen 256 Haushalte lebten. In Reetz gab es im Jahr 1939 insgesamt neun land- und forstwirtschaftliche Betriebe mit einer Größe zwischen 20 und 100 Hektar, 15 zwischen 10 und 20 Hektar, 33 zwischen 5 und 10 Hektar sowie 131 Betriebe zwischen 0,5 und 5 Hektar.
Nach dem Zweiten Weltkrieg wurden 380,8 Hektar als Zulage aus der Gemeinde Reetzerhütten auf 201 Eigentümer aufgeteilt. Reetz bestand im Jahr 1957 als Landgemeinde mit den Wohnplätzen Grüne Grund und Zipsdorf. Ein Jahr später gründete sich eine LPG Typ I mit vier Mitgliedern und 42 Hektar Fläche sowie eine zweite LPG Typ I mit sieben Mitgliedern. Zwei Jahre später bestanden drei LPG Typ I mit 227 Mitgliedern und 1062 Hektar Fläche, die sich 1962 zusammenschlossen; 1972 kam die LPG Typ I Reetzerhütten hinzu. Ein Jahr später gab es neben der LPG auch den VEB Ziegelkombinat Potsdam Betriebsteil Reetz.

### Bevölkerungsentwicklung
| Jahr           | 1817 | 1837 | 1858 | 1871 | 1885 | 1895 | 1905 | 1925 | 1939 | 1946 | 1964 | 1971 |
| -------------- | ---- | ---- | ---- | ---- | ---- | ---- | ---- | ---- | ---- | ---- | ---- | ---- |
| Einwohner      | 298  | 503  | 670  | 785  | 788  | 886  | 904  | 976  | 957  | 1374 | 1091 | 949  |
| Chausseehaus   |      |      |      |      |      |      |      | 3    |      |      |      |      |
| Waldwärterhaus |      |      |      |      |      |      |      | 4    |      |      |      |      |

## Sprache
Die ursprüngliche Sprache des Ortes und der umgebenden Brandtsheide ist das Flämingplatt, eine mittelmärkische Mundart des Niederdeutschen. In der zweiten Hälfte des 19. Jahrhunderts schrieb der Pastor Fähndrich aus Wiesenburg:

„Die Sprache der gewöhnlichen Leute in ihrem Verkehr untereinander ist das Plattdeutsche, wie es etwa auf dem Fläming gesprochen wird, und streift schon mehr an die Sprache der gewöhnlichen Einwohner in den kleinen Städten. Auch hier läßt sich die Beobachtung machen, daß oft nahe aneinander grenzende Gegenden doch durch ihre Spracheigenthümlichkeit scharf abgegrenzt sind. Die Brandtsheide ist nach mehreren Seiten hin von der Provinz Sachsen und Anhalt umgeben. Hier sind gewisse unverkennbare Färbungen und Nuancen in der Sprache, die man bald heraushört. Davon hat aber die Brandtsheide nichts angenommen, sondern die Flämings-Eigenthümlichkeit bewahrt, die von der benachbarten Parochie Raben herüberweht…“

Flämingische Namensvarianten für Ortsteile von Reetz sind Rätzerhitten (Reetzerhütten) mit Olle Helle (Alte Hölle), Moasdorp (Mahlsdorf), Zipsdorp (Zipsdorf); weitere Orte im Dorf heißen z. B. Mellinge (Mühlende), Mellbarch oder Schinderkieten (Mühlberg), Tunwech (Zaunweg) und Nachthänichte (Badeanstalt).
Heute wird Flämingplatt nur noch von wenigen Menschen gesprochen, genießt aber offiziellen Schutz in den Bundesländern Brandenburg und Sachsen-Anhalt.

## Kultur und Sehenswürdigkeiten

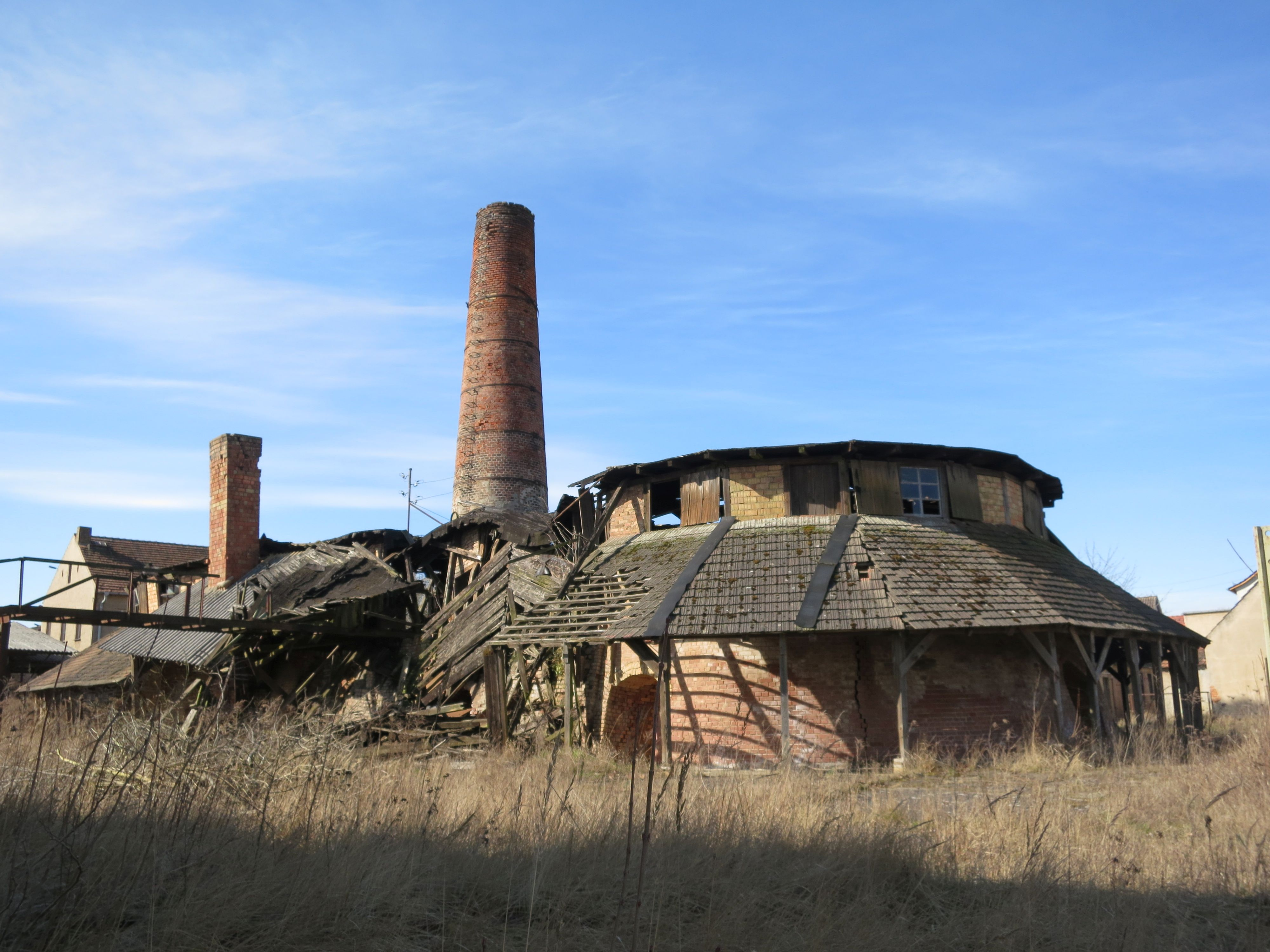
Ringofen

- Die Dorfkirche Reetz entstand in der ersten Hälfte des 13. Jahrhunderts. Die östlichen Teile wurden 1805/1806 erneuert; eine durchgreifende Renovierung fand in den Jahren 1854 und 1904/1905 statt.
- Der Ringofen der ehemaligen Ziegelei steht seit 1982 unter Denkmalschutz. Er soll künftig touristisch genutzt werden.

## Vereinswesen
- Freiwillige Feuerwehr Reetz und Jugendfeuerwehr
- Feuerwehrverein Reetz
- Sportverein mit einer Sektion Kegeln, zwei Gymnastikgruppen und einer Line Dance Gruppe
- Interessengruppe „Pro Reetz“
- drei Jugendvereinigungen bzw. -clubs
- Sportgruppe Seniorengymnastik
- Jagdhornbläsergruppe
- Chorgemeinschaft Wiesenburg/Mark
- OeLaLa e. V.[6]